# Montlhéry
Montlhéry é uma pequena comuna do sudoeste de Paris, no departamento de Essonne, região da Ilha de França, França.
Capital geográfica do Hurepoix, reduto da família de Montlhery desde o ano 991 e domínio Real em 1118, Montlhery é famosa pela sua torre, a batalha que ali teve lugar 16 de julho de 1465 e a sua posição estratégica no eixo Paris-Orleans.

## História
Durante muito tempo, Montlhéry aproveitou sua posição favorável, como outras aldeias de Île-de-France, ao longo da estrada que liga Paris a Orléans, eixo estratégico. A evolução das vias de comunicação colocou a cidade em certo isolamento; como seus vizinhos, ela se concentra na atividade de jardinagem agrícola, favorecida pela qualidade do solo e pela demanda de Paris, próxima.

### Origens
A presença humana é atestada já no Neolítico pela descoberta de pedras talhadas e polidas e de cerâmicas.
A estrada romana que liga Paris a Orleans é há muito tempo essencial. Ela beneficia as vilas que são suas vizinhas, como Montlhéry, que dispõem, além disso, de uma colina que domina os arredores.
A primeira menção de Montlhéry, sob o nome de Mons Ætricus remonta ao ano de 768 quando uma carta real assinada por Pepino, o Breve deu o território à abadia de Saint-Denis, domínio que pertencia desde o reinado de Clóvis à Abadia de Saint-Remi de Reims situado na antiga estrada gaulesa e depois romana de Lutécia a Cenabum. Esta doação foi confirmada em 774 por Carlos Magno.